# Liste der Hauptstädte Europas
Die Liste der Hauptstädte Europas zeigt die Hauptstädte aller europäischen Staaten und bietet eine Möglichkeit zum Vergleich zwischen diesen in den Punkten
- Einwohnerzahl
- Fläche (gerundet)
- Bevölkerungsdichte (gerundet)

## Hauptstädte international anerkannter Staaten Europas

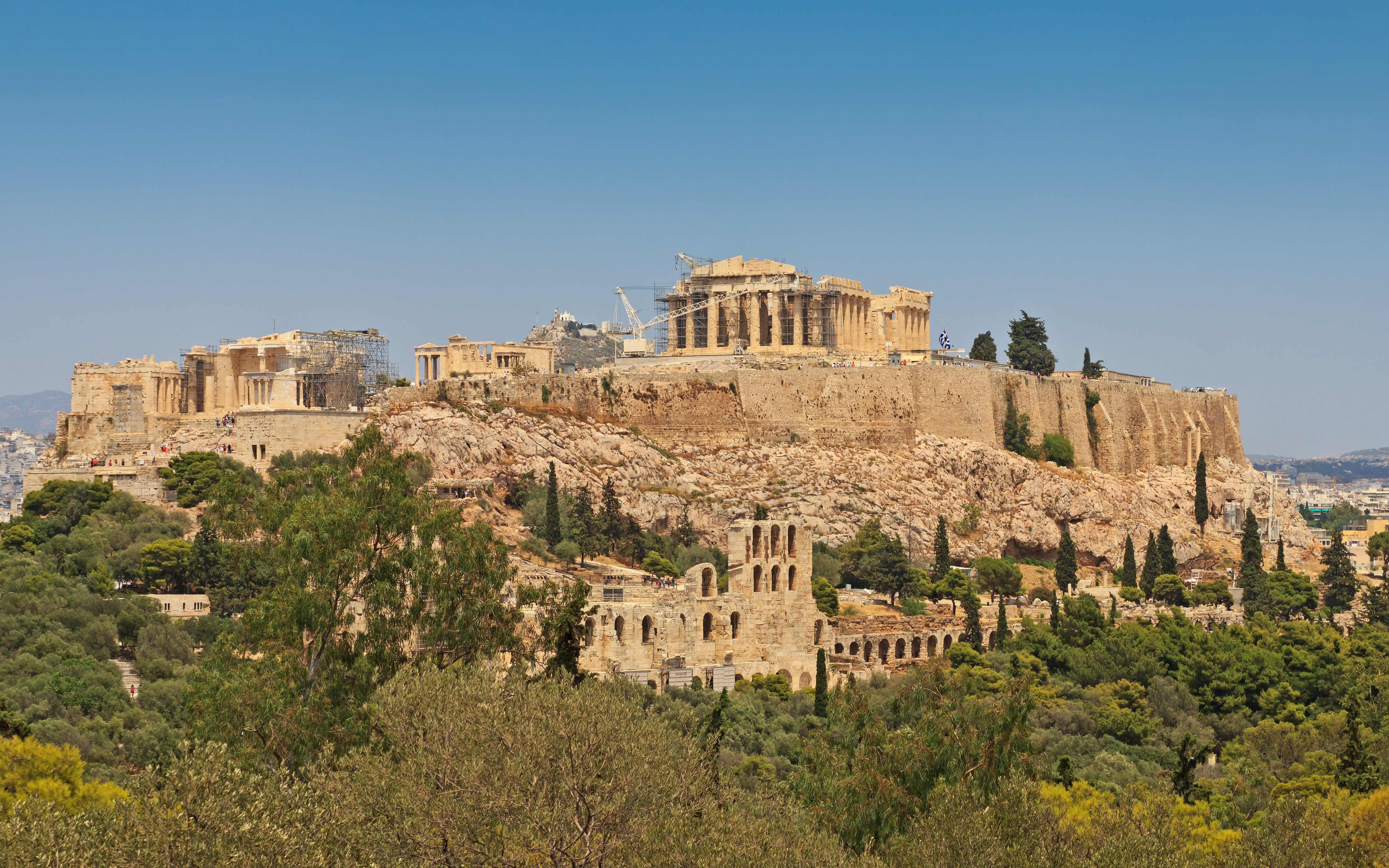
Die Akropolis in Athen
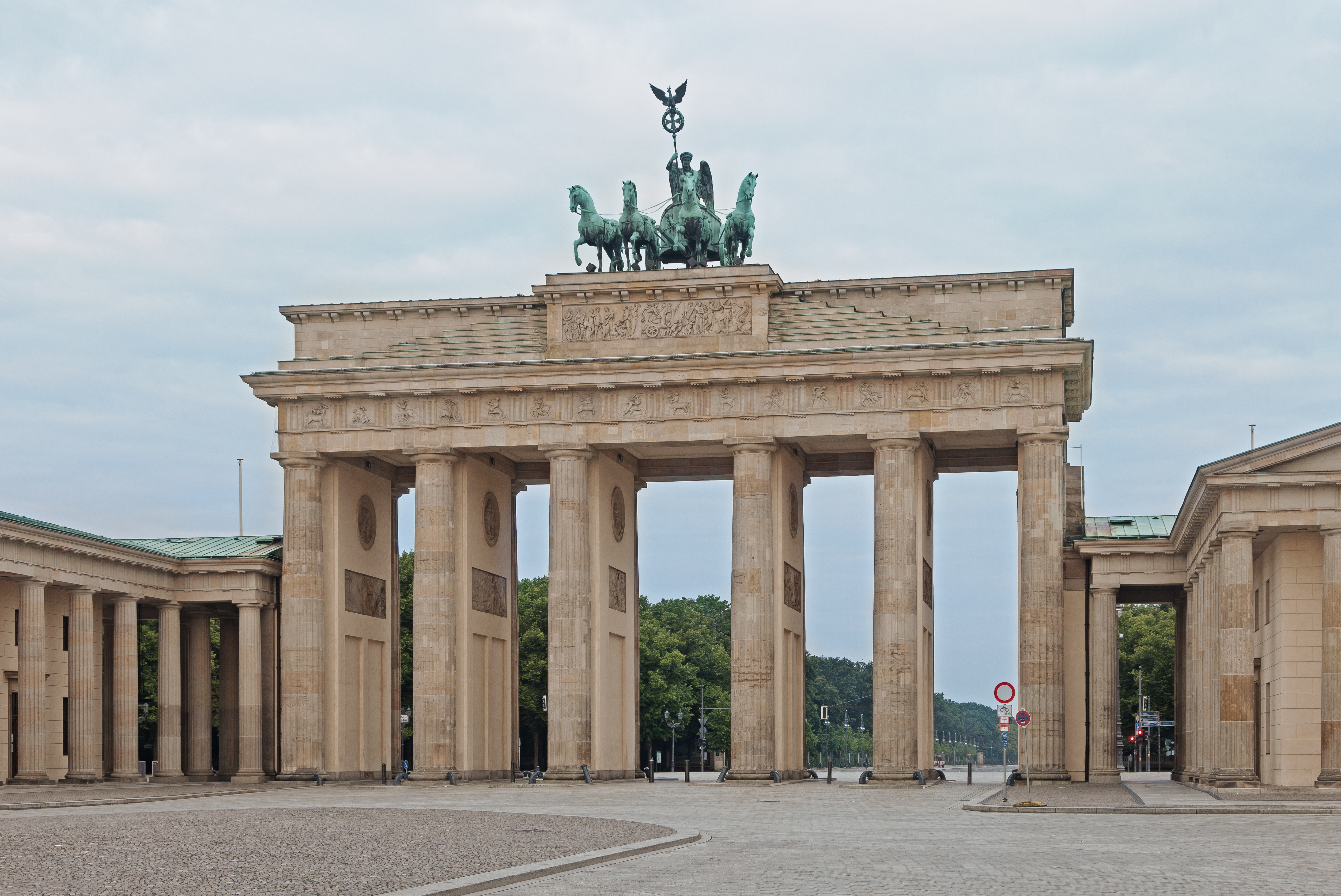
Das Brandenburger Tor in Berlin
Die Kleine Meerjungfrau in Kopenhagen
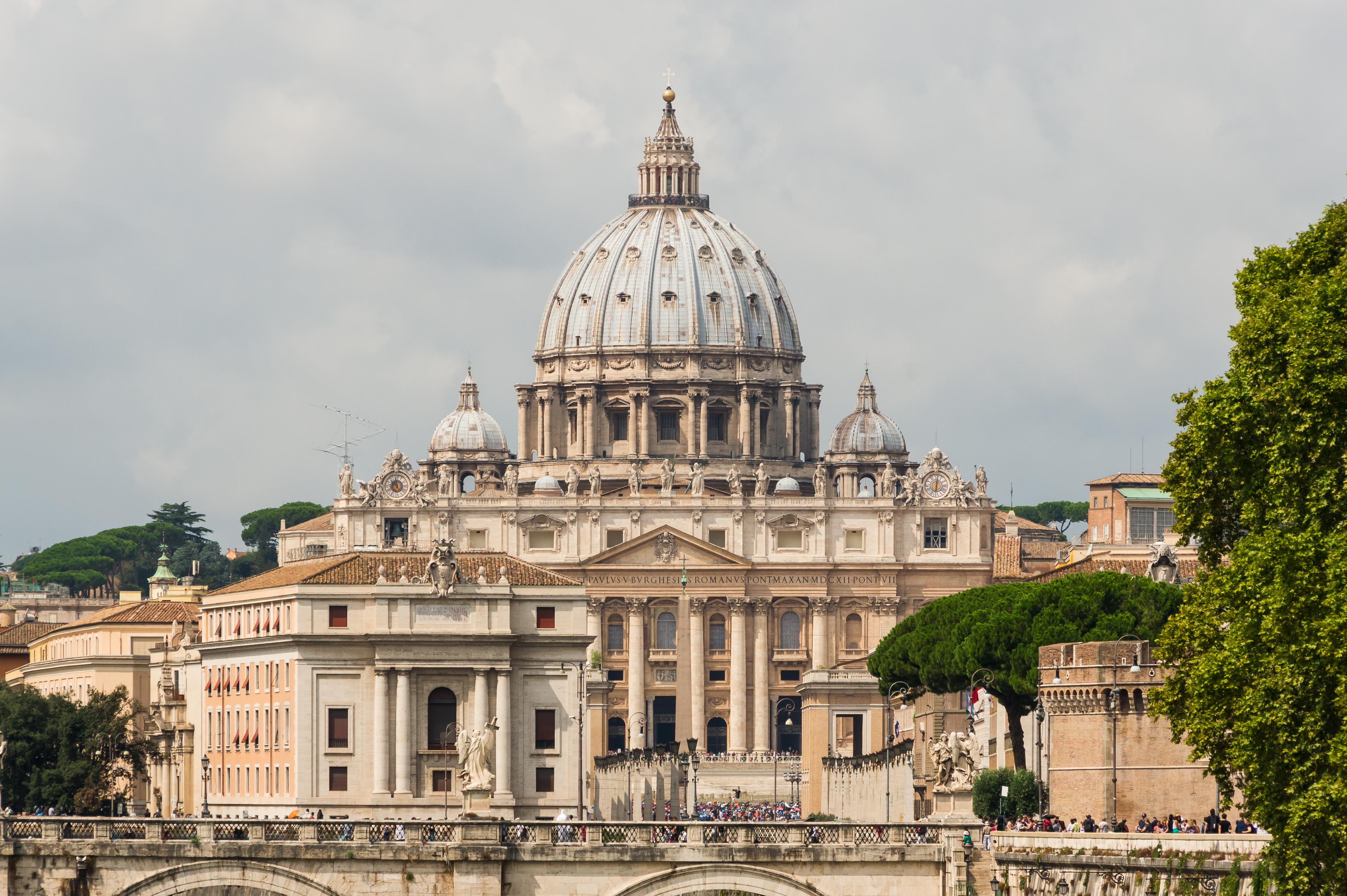
Der Petersdom in Rom (in der Vatikanstadt)

| Stadt                                  | Einwohnerzahl (Stand) | Fläche        | Einwohnerdichte (Einw. je km²) | Staat                   |
| -------------------------------------- | --------------------- | ------------- | ------------------------------ | ----------------------- |
| Amsterdam1                             | 934.927 (2024)        | 0219 km²      | 4.263                          | Niederlande             |
| Andorra la Vella                       | 23.382 (2022)         | 0012 km²      | 2.032                          | Andorra                 |
| Ankara                                 |                       |               |                                |                         |
| Athen                                  | 643.452 (2021)        | 039 km²       | 17.038                         | Griechenland            |
| Belgrad                                | 1.383.875 (2022)      | 0360 km²      | 3.845                          | Serbien                 |
| Berlin                                 | 3.755.251 (2022)      | 0892 km²      | 4.210                          | Deutschland             |
| Bern2                                  | 134.506 (2022)        | 0052 km²      | 2.606                          | Schweiz                 |
| Bratislava (Pressburg)                 | 476.922 (2022)        | 0368 km²      | 1.297                          | Slowakei                |
| Brüssel                                | 1.222.637 (2022)      | 0161 km²      | 7577                           | Belgien                 |
| Budapest                               | 1.671.004 (2023)      | 0525 km²      | 3.182                          | Ungarn                  |
| Bukarest                               | 1.716.961 (2021)      | 0228 km²      | 7.531                          | Rumänien                |
| Chișinău (Kischinau)                   | 550.856 (2023)        | 0120 km²      | 4.590                          | Moldau                  |
| Città di San Marino (kurz: San Marino) | 4101 (2023)           | 0007 km²      | 578                            | San Marino              |
| Dublin                                 | 592.713 (2022)        | 0115 km²      | 5.154                          | Irland                  |
| Helsinki                               | 664.028 (2022)        | 0715 km²      | 3.107                          | Finnland                |
| Kiew                                   | 2.952.301 (2022)      | 0847 km²      | 3.483                          | Ukraine                 |
| Kopenhagen                             | 653.664 (2023)        | 0086 km²      | 7.583                          | Dänemark                |
| Lissabon                               | 545.796 (2021)        | 00100 km²     | 5.456                          | Portugal                |
| Ljubljana (Laibach)                    | 285.604 (2021)        | 0164 km²      | 1.741                          | Slowenien               |
| London                                 | 8.866.180 (2022)      | 1.572 km²     | 5.597                          | Vereinigtes Königreich  |
| Luxemburg                              | 132.780 (2023)        | 0052 km²      | 2.580                          | Luxemburg               |
| Madrid                                 | 3.280.782 (2022)      | 0606 km²      | 5.416                          | Spanien                 |
| Minsk                                  | 1.996.553 (2022)      | 0349 km²      | 5.723                          | Belarus                 |
| Monaco3                                | 39.520 (2021)         | 0002 km²      | 18.831                         | Monaco                  |
| Moskau                                 | 13.010.112 (2021)     | 1.081 km²     | 9.722                          | Russland                |
| Nikosia4                               | 276.410 (2012)        | 0111 km²      | 4.332                          | Zypern5                 |
| Oslo                                   | 717.710 (2024)        | 0454 km²      | 1.580                          | Norwegen                |
| Paris                                  | 2.133.111 (2023)      | 0105 km²      | 20.238                         | Frankreich              |
| Podgorica                              | 192.968 (2022)        | 0108 km²      | 1.788                          | Montenegro              |
| Prag                                   | 1.357.326 (2023)      | 0496 km²      | 2.382                          | Tschechien              |
| Reykjavík                              | 139.875 (2023)        | 0277 km²      | 504                            | Island                  |
| Riga                                   | 611.824 (2022)        | 0304 km²      | 2.013                          | Lettland                |
| Rom                                    | 2.749.031 (2022)      | 1.287 km²     | 2.106                          | Italien                 |
| Sarajevo                               | 291.422 (2013)        | 0142 km²      | 2.060                          | Bosnien und Herzegowina |
| Skopje                                 | 526.502 (2021)        | 0571 km²      | 921                            | Nordmazedonien          |
| Sofia                                  | 1.190.256 (2022)      | 492 km²       | 2.419                          | Bulgarien               |
| Stockholm                              | 949.761 (2017)        | 0187 km²      | 5.079                          | Schweden                |
| Tallinn (Reval)                        | 437.811 (2022)        | 0159 km²      | 2.750                          | Estland                 |
| Tirana                                 | 418.495 (2011)        | 0042 km²      | 9.964                          | Albanien                |
| Vaduz                                  | 5.771 (2022)          | 0017 km²      | 334                            | Liechtenstein           |
| Valletta                               | 5.859 (2020)          | 0001 km²      | 6.967                          | Malta                   |
| Vatikanstadt                           | 453 (2005)            | 0000,49 km² 6 | 2.272                          | Vatikanstadt            |
| Vilnius (Wilna)                        | 569.902 (2021)        | 0401 km²      | 1.421                          | Litauen                 |
| Warschau                               | 1.861.975 (2023)      | 0517 km²      | 3.301                          | Polen                   |
| Wien                                   | 1.931.593 (2022)      | 0415 km²      | 4.050                          | Österreich              |
| Zagreb (Agram)                         | 758.941 (2021)        | 0641 km²      | 1.183                          | Kroatien                |

1 Der Regierungssitz der Niederlande und die Residenz des Niederländischen Königshauses ist Den Haag.

2 Bei Bern handelt es sich nur de facto um eine Hauptstadt, de jure ist es eine Bundesstadt.

3 Monaco ist ein Stadtstaat.

4 Nikosia ist zweigeteilt, der Nordteil ist zudem die Hauptstadt der von der internationalen Staatengemeinschaft nicht anerkannten Türkischen Republik Nordzypern.

5 Zypern gehört geographisch zu Asien, wird politisch jedoch oft zu Europa gezählt.

6 Die Vatikanstadt hat eine Fläche von 0,44 km², was gerundet 0 km² entspricht.

## Hauptstädte umstrittener Gebiete Europas

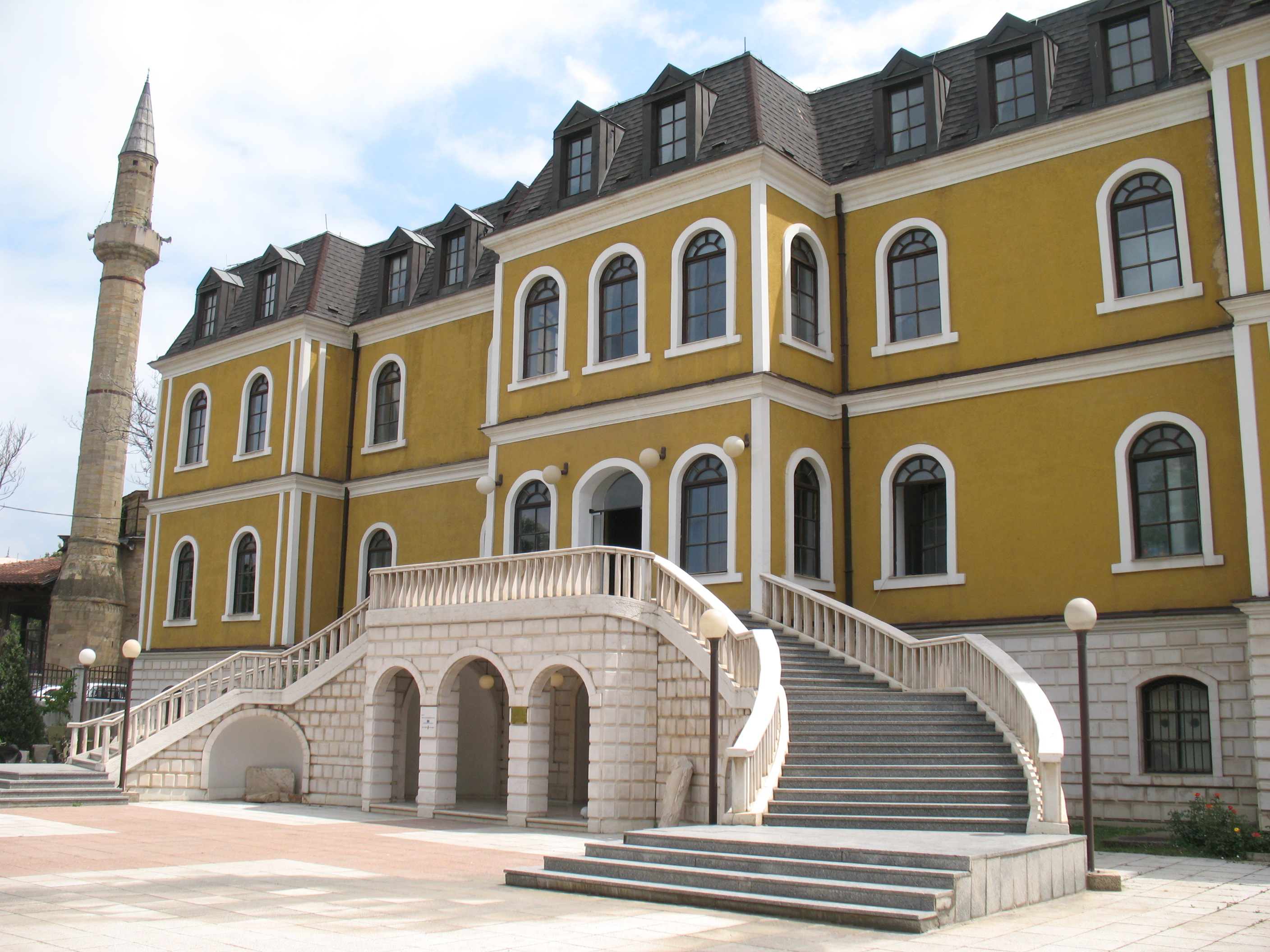
Kosovo-Museum in Pristina
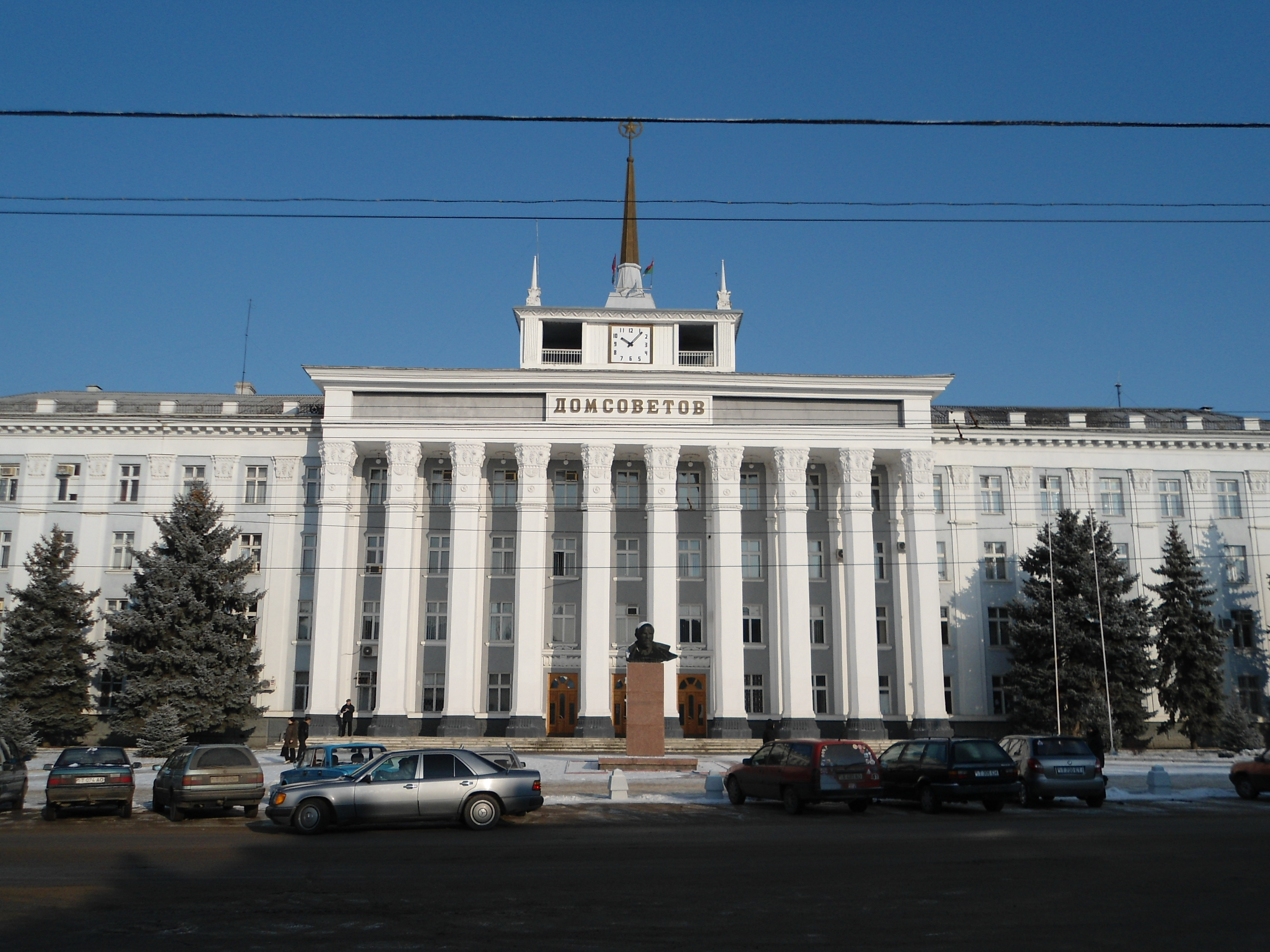
Oberster Sowjet in Tiraspol
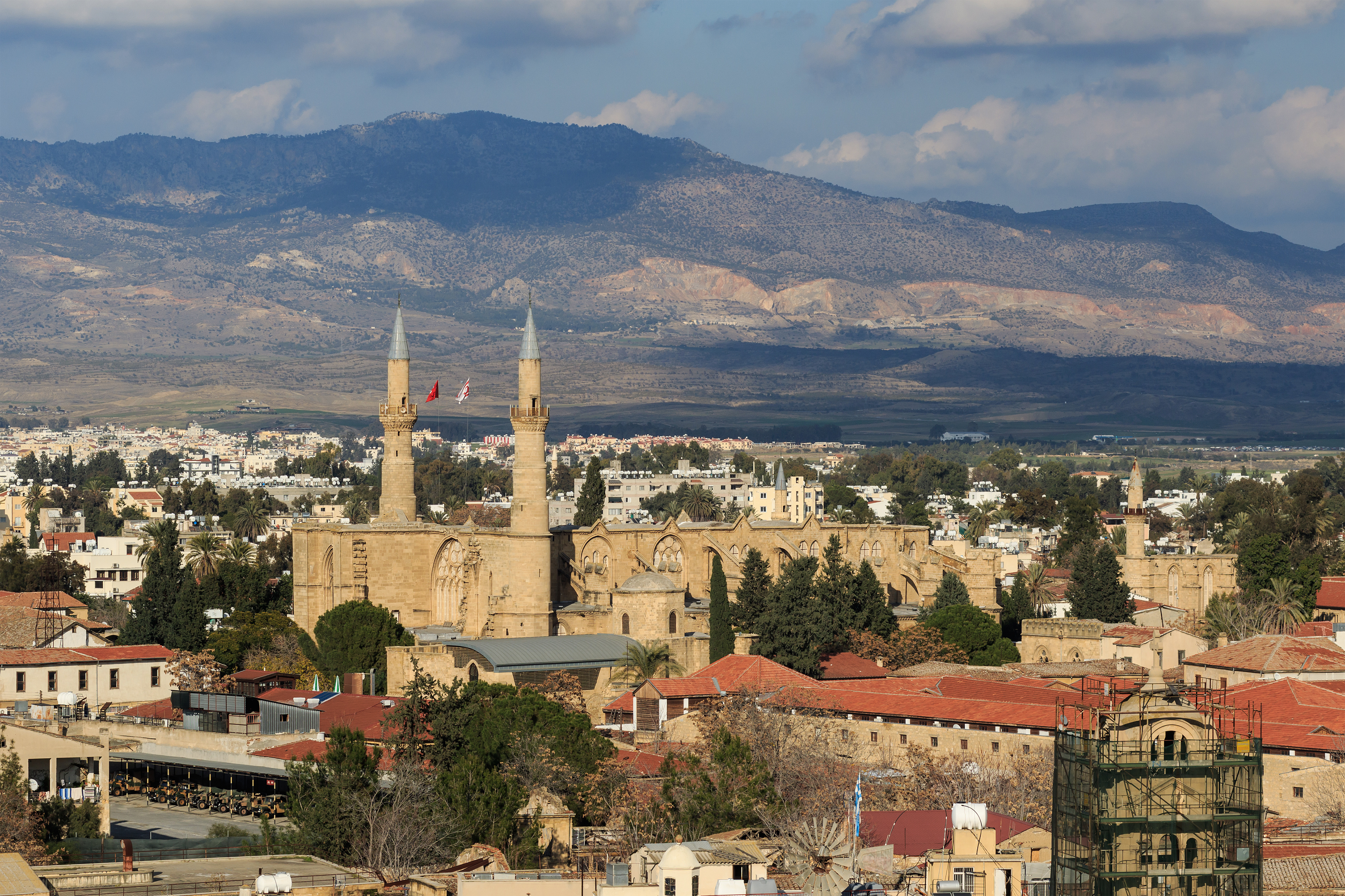
Moschee in Nord-Nikosia

| Stadt     | Einwohnerzahl (Stand) | Fläche  | Bevölkerungs- dichte | Gebiet                        | Völkerrechtlich Teil von 1 |
| --------- | --------------------- | ------- | -------------------- | ----------------------------- | -------------------------- |
| Nikosia 2 | 61.378 3 (2012)       | 60 km²  | 925 Ew./km²          | Türkische Republik Nordzypern | Zypern                     |
| Pristina  | 145.149 (2011)        | 572 km² | 962 Ew./km²          | Kosovo                        | Serbien                    |
| Tiraspol  | 148.917 (2010)        | 163 km² | 910 Ew./km²          | Transnistrien                 | Moldau                     |